# Seznam pivovarů na Slovensku
Seznam pivovarů na Slovensku uvádí některé slovenské pivovary. Seznam nemusí být úplný ani aktuální.

## Pivovary

### Bratislavský kraj
- Bratislavský meštiansky pivovar
- Codecon – Svätý Jur

### Banskobystrický kraj
- Dobrovar –  Dobrá Niva
- Gemer – Rimavská Sobota, v roce 2006 uzavřen
- Perla – Banská Bystrica
- Steiger – Vyhne
- Urpiner – Banská Bystrica

### Košický kraj
- Golem – Košice
- Kaltenecker – Rožňava

### Nitranský kraj
- Amadeus – Šurany
- Topvar – Topoľčany
- Starotopoľčiansky pivovar – Nemčice
- Zlatý Bažant – Hurbanovo

### Prešovský kraj
- Šariš – Veľký Šariš

### Žilinský kraj
- Popper – Bytča